# Чеченская кухня
Чеченская кухня (чечен. Нохчийн даар) — традиционная народная кухня чеченцев. Основу чеченской кухни составляют: мясо, черемша, сыр, тыква, творог, кукуруза. Основные компоненты чеченских блюд — острые приправы, лук, чеснок, перец, чебрец.
У части чеченцев было издавна традиционным их занятием рыболовство. Блюд из рыбы у чеченцев было немало. Свежую рыбу жарили, готовили блюда типа жаркого; сушёную ели в естественном и варёном виде с галушками — «чечен. хьолтӀамашца», хлебом, мамалыгой; готовили специальные блюда из сома — «чечен. йай чӀара». Как пишет А. С. Сулейманов, часть чеченцев именовалась тогда «рыболовами» или племенем рыбаков ауховцы (овхой, Ӏовхой), которые расселены в Хасавюртовском, Новолакском и Бабаюртовском районах современного Дагестана.

## Традиционные блюда
- Хингалш — полукруглые пшеничные лепёшки из тонкого теста, напоминающие итальянский кальцоне, с фаршем из варёной тыквы с сахаром в качестве начинки[5].
- Чепалгаш (чечен. Чӏепалгаш) — круглые лепёшки из пшеничной муки с начинкой, обычно из лука и творога.
- Жижиг-галнаш («жижиг» — мясо, «галнаш» — галушки) — галушки из пшённой или кукурузной муки с мясом[5][6].
- То-берам (чечен. Тӏо-берам) («тӏо» — сметана, «берам» — подлива) — творог со сметаной, использующийся как соус для макания.
- Йох (чечен. йоьхь) — национальное блюдо из кукурузной муки, порубленного курдючного сала с чесноком и репчатым луком и начинённых в баранью кишку. Колбаса варится в кипящей воде около получаса. Подаётся с чесночным соусом, галушками-далнаш или лепёшкой.
- Сискал — кукурузный хлеб[5].
- Жижиг-чорпа — мясной суп[5].
- Кхерзан-дулх (чечен. Кхерзина-жижиг) — жареное мясо[5].
- Дакъина-жижиг — сушёное мясо[5].
- Холтмаш (чечен. ХьолтӀмаш) — небольшие шарики из кукурузной муки и с начинкой из крапивы.
- Далнаш — чеченское чуду из сала-сырца и репчатого лука.
- Барш (чечен. БӀарш) — бараний желудок.
- Ахар-ховла (чечен. Ахьар хьовла) — халва из кукурузной муки.
- Деман-ховла (чечен. Дема хьовла) — халва из пшеничной муки.
- Гарзни-ховла (чечен. Гарзни хьовла) — халва из пшеничной муки в форме лапши.
- Гваймакхш — традиционное блюдо (блины) чеченцев, состав мука кукурузная, мука пшеничная, яйца, сахар, соль, сода, молоко, масло топлёное или маргарин и мёд.
- Худар — молочная каша с брынзой.
- Киалд-давтта — творог с маслом.
- чечен. Хьонк — черемша.
- Виета (чечен. Виета) — чеченское национальное блюдо из семян льна. Густая жидкая пастообразная масса, получаемая из растёртых на мельнице поджаренных или просто высушенных семян льна. Чеченцами он издавна используется как питательное общеукрепляющее средство, а также при лечении различных заболеваний[7].

## Фотографии

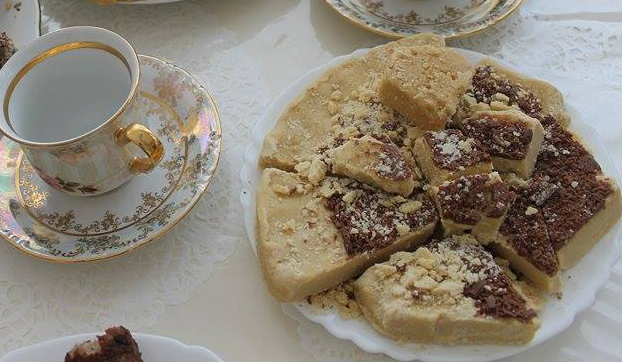
Деман-ховла
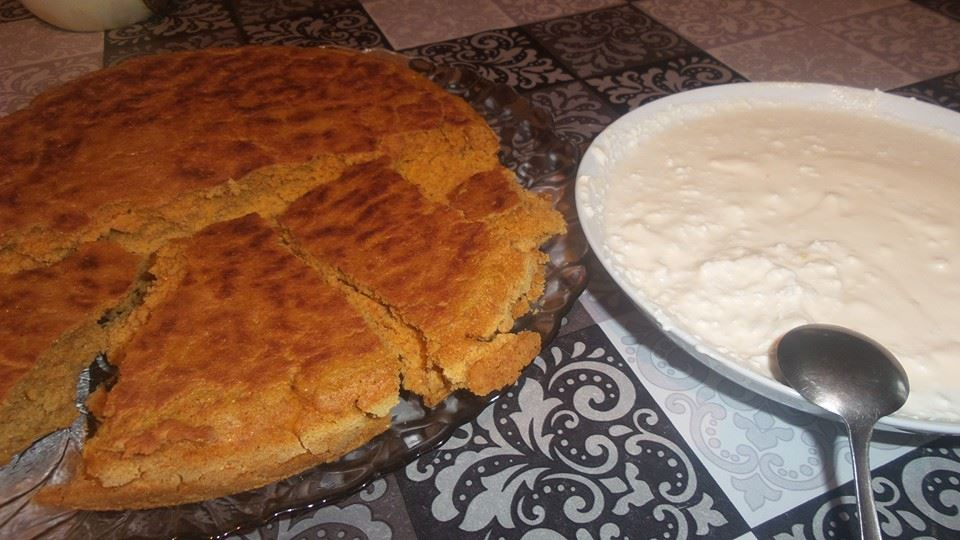
Сискал и тӏо-берам
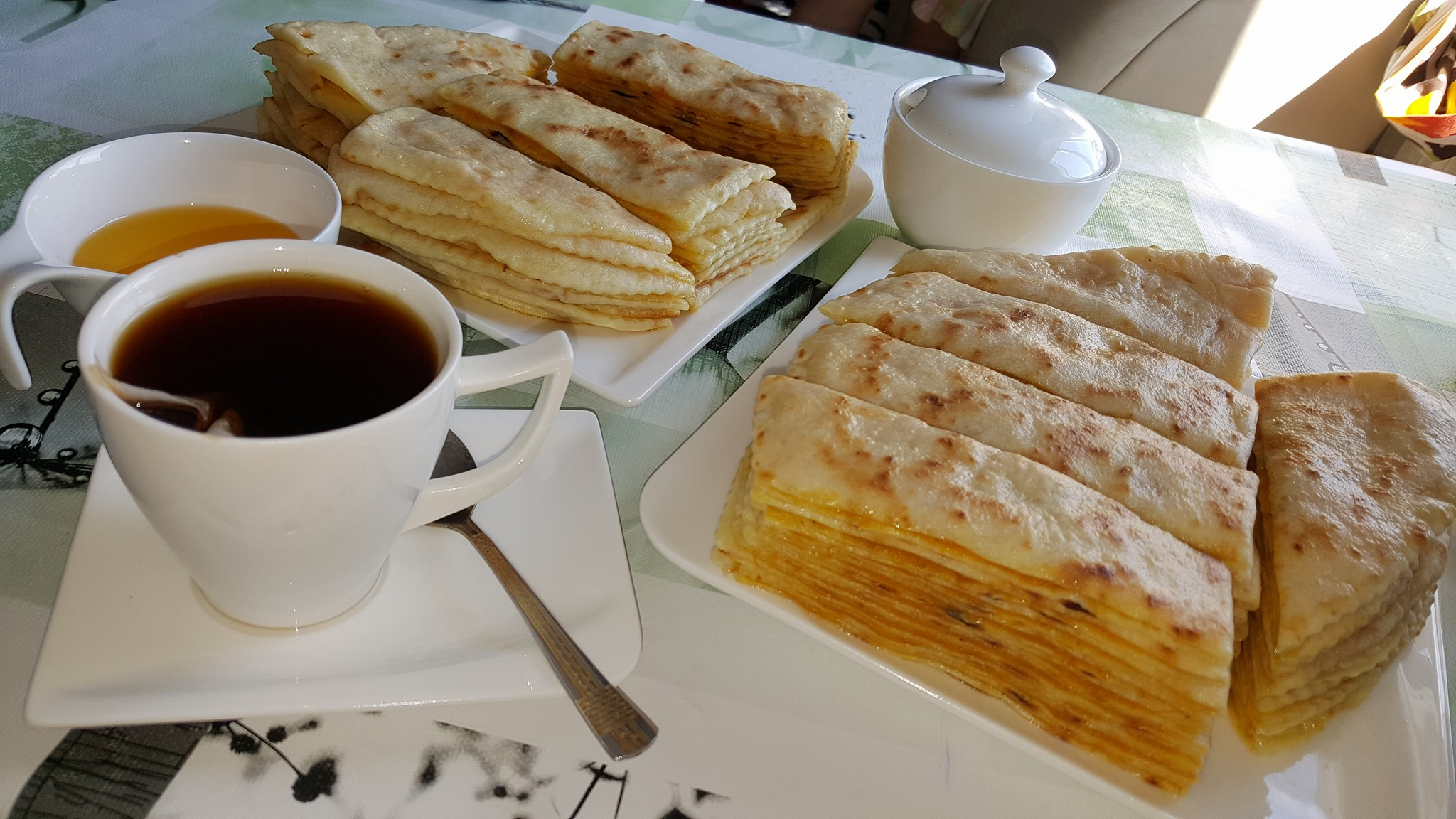
Хингалш
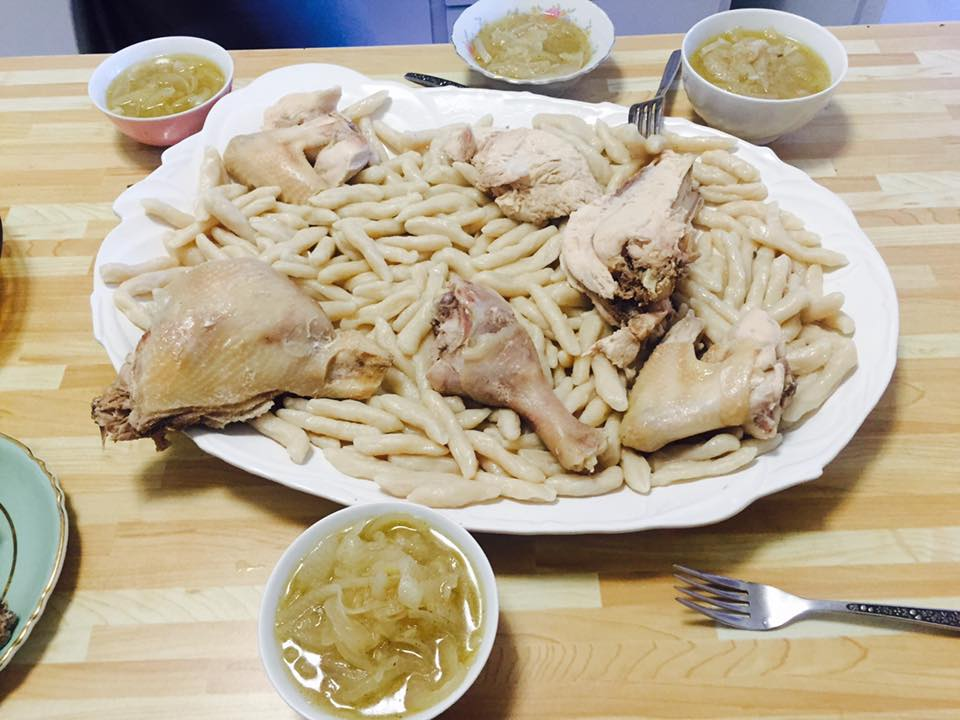
Жижиг-галнаш